# Куланж (Алье)
Кула́нж (фр. Coulanges) — коммуна во Франции, находится в регионе Овернь. Департамент коммуны — Алье. Входит в состав кантона Домпьер-сюр-Бебр. Округ коммуны — Мулен.
Код INSEE коммуны — 03086.

## Население
Население коммуны на 2008 год составляло 312 человек.
| 1962 | 1968 | 1975 | 1982 | 1990 | 1999 | 2008 |
| ---- | ---- | ---- | ---- | ---- | ---- | ---- |
| 408  | 460  | 419  | 329  | 339  | 308  | 312  |

## Экономика
В 2007 году среди 198 человек в трудоспособном возрасте (15—64 лет) 135 были экономически активными, 63 — неактивными (показатель активности — 68,2 %, в 1999 году было 62,0 %). Из 135 активных работали 126 человек (73 мужчины и 53 женщины), безработных было 9 (3 мужчин и 6 женщин). Среди 63 неактивных 15 человек были учениками или студентами, 18 — пенсионерами, 30 были неактивными по другим причинам.